# Echtbach
Der Echtbach ist ein zusammen mit seinem längeren Oberlauf über 3 km langer Bach im Landkreis Schwäbisch Hall im nördlichen Baden-Württemberg. Er entsteht selbst am Westfuß des Waldgebietes um die Burgruine Neuberg, in welchem seine zwei Oberläufe entspringen. Nach noch etwas weniger als 2 km westsüdwestlichem eigenen Lauf mündet er im Ort Talheim der Kleinstadt Vellberg von links in den unteren Aalenbach.

## Geographie
Der Ursprung des Echtbachs selbst liegt auf etwa 382 m ü. NHN weniger als 200 Meter südlich des Vellberger Einzelhofes Hilpert. Dort, am schon offenen Fuß des Bergwaldes um den Höhensporn Neuberg, fließen der aus dem von Nordosten kommende und etwas längere rechte Oberlauf Hilpertsklingenbach und der von Osten nahende, etwas kürzere, aber etwas einzugsgebietsreichere linke Oberlauf Seebach zusammen. Beide Oberläufe entstehen in landschaftstypischen Waldklingen, haben ein merklich stärkeres Gefälle als der gemeinsame Unterlauf, liegen zuoberst um Sommer oft trocken und haben auch weiter abwärts zuzeiten geringen Durchfluss.

### Hilpertsklingenbach
Der Hilpertsklingenbach entspringt auf bis etwa 472 m ü. NHN nahe am Steigenkopf der K 2665 von Vellberg-Großaltdorf nach Frankenhardt-Steinehaig in einem steil eingeschnittenen Klingenriss. Zwischen dem Bergwald Rosswart auf der rechts begleitenden Höhe und dem Bergsporn Neuberg auf der linken Seite fließt er südwestwärts, erreicht nahe Hilpert den Rand zur Flur und vereint sich dann mit dem Seebach.
Der Hilpertsklingenbach ist 1,4 km lang, fällt auf dieser Strecke um etwa 90 Höhenmeter und hat ein mittleres Sohlgefälle von etwa 65 ‰.

### Seebach
Der Seebach entspringt tiefer auf etwa 445 m ü. NHN im Waldgewann Hengstnest zwischen dem Abhang des Stichwegs auf den Neubergsporn im Norden und dem Hackenberg im Süden. Er fließt ungefähr westwärts, durchläuft halben Weges einen kleinen Waldteich unter dem Frankenhardter Wohnplatz Neuberg auf dem gleichnamigen Sporn. Nach einem kurzen Laufstück durch das Flurgewann Seewiesen vereint er sich mit dem Hilpertsklingenbach zum Echtbach.
Der Seebach ist 1,2 km lang, fällt auf dieser Strecke um etwa 63 Höhenmeter und hat ein mittleres Sohlgefälle von etwa 51 ‰.

### Verlauf
Der auf etwa 382 m ü. NHN entstandene Echtbach  fließt etwa in Richtung Westsüdwesten durch sein links vom letzten Zipfel des bewaldeten Hackenbergs, rechts vom Rosswart begleitetes  Tal, das bis an den Bergfuß herab bewaldet ist und dessen Aue zu großen Teilen von Äckern eingenommen wird. Nahe am Ufer stehen meist Baumgalerien und Feldhecken. Schon nach gut 200 Metern mündet der einzige größere Zufluss aus der Brunnenklinge von rechts und zuletzt Nordwesten, der einen großen Teil des nördlichen, weithin bewaldeten Einzugsgebietes entwässert; in dessen unterem Mündungswinkel liegt eine Doline, die nach größeren Regenfällen das Wasser zu einer mehr oder weniger breiten Lache anstaut. Nach diesem Bachzufluss aus der Brunnenklinge geht links auf der Höhe der auch am Gipfel bewaldete Hackenberg in seinen tieferen Spornausläufer Schlegelsberg über, dessen etwas einfallende Hochebene über dem steilen Hangwald darunter unterm Pflug steht, während rechts des Echtbachs der an der Westseite die Brunnenklinge begrenzende Binselberg erst etwas später an den Bachlauf rückt. Den Abhang unter dem oberen, von einer Feldhecke markierten Hangknick des Binselbergs herunter ziehen sich alte Obstwiesen. Am Unterhang des Binselbergs stehen auch bald die ersten Häuser von Talheim am Sträßchen von Hilpert her. Erst spät aber tritt der inzwischen in einer tiefen Mulde laufende Bach in die Bebauungskontur von Talheim ein, wo er größtenteils ebenfalls offen fließt. Er unterquert die L 1040 Großaltdorf–Vellberg und mündet dann hinter den Hofgrundstücken auf der anderen Straßenseite auf 342,5 m ü. NHN von links in den unteren Aalen, dessen letzter und größter Zufluss er ist.
Der auf seinem Namenslauf 1,8 km lange Echtbach fällt auf dieser Strecke um rund 40 Höhenmeter, sein mittleres Sohlgefälle beträgt etwa 22 ‰. Rechnet man den längeren rechten Oberlauf Hilpertsklingenbach dazu, dann ist der Bach 3,2 km lang, mündet etwa 130 Höhenmeter unterhalb dessen Quelle und hat ein etwa mittleres Sohlgefälle von etwa 41 ‰.

### Einzugsgebiet
Der Echtbach hat ein 3,9 km² großes Einzugsgebiet. Es liegt, naturräumlich gesehen, mit seinen höheren und mittleren Anteilen überwiegend im Unterraum Burgberg-Vorhöhen und Speltachbucht der Schwäbisch-Fränkischen Waldberge und nur mit dem Untertal und knapp einem Sechstel der Fläche im Unterraum Vellberger Bucht der Hohenloher und Haller Ebene. Es ist eine im oberen Bereich aufgefiederte Erosionsbucht des Keuperberglandes, die von Spornen und Bergen eingerahmt und gegliedert wird.
Die nordwestliche Wasserscheide erklimmt im Nahbereich des Mündungsortes Talheim den Binselberg, der weit im Norden in etwa 455 m ü. NHN Höhe in das Waldgewann Streich übergeht, das nordwärts zum höheren Aalenbachtal bei Kleinaltdorf abfällt; den Abfluss jenseits nimmt der über die Bühler zum Kocher entwässernde Aalenbach über seine linken Zuflüsse auf, von denen nur der im Waldgewann Streich entstehende, unbeständige Vogelsbach nennenswert ist. Hinter dem anschließenden kurzen Stück nordöstlicher Wasserscheide über den lokal mit etwa 483 m ü. NHN höchsten Punkt im Waldgewann Rosswart liegt die Steige der K 2665 Großaltdorf–Steinehaig im Einzugsgebiet des Steppachs, des anderen großen linken Aalenbach-Zuflusses.
Am Steigenkopf erreicht die Einzugsgebietsgrenze die Kreisstraße dicht am Ursprung des Hilpertsklingenbachs und zieht, an deren Trasse angelehnt, gewunden südwärts, bis sie zuletzt den 511,6 m ü. NHN hohen Hackenberg erklimmt, dessen Gipfel am Südosteck der höchste Punkt des Einzugsgebietes ist; östlich dieses hydrologisch bedeutendsten Abschnitts entwässert der Seebach zum Buchbach sowie der Buchbach selbst zur Speltach, einem Zufluss der Jagst.
Dem westsüdwestwärts langgezogenen Hackenberg und seinem tieferen Spornausläufer Schlegelsberg (bis hinab auf etwa 425 m ü. NHN am Wasserreservoir am vordersten Sporn) folgt im jenseitigen Nachbartal etwa parallel der Lanzenbach, nun wieder ein Zufluss der Bühler, welche selbst auf dem überwiegenden Teil der Spornspitze das nächste Dauergewässer jenseits der Einzugsgebietsgrenze ist.
Auf dem größten Teil des Einzugsgebietes steht Wald, offen ist weniger als ein Drittel von ihm, überwiegend ist es die Talmulde vom Zusammenfluss der Oberläufe an, dazu nur kurze und einseitige Untertalabschnitte der Oberläufe sowie schmale Höhenstreifen auf Binselberg und Schlegelsberg und eine ganz kleine Lichtung auf dem Neuberg
Etwa ein Sechstel des Einzugsgebietes gehört zur Oberspeltacher Teilgemarkung der Gemeinde Frankenhardt, im Wesentlichen unbesiedeltes Waldgebiet auf dem Neuberg-Sporn und an dessen Hängen sowie Teile des hinteren unteren Hackenberg-Hangs. Darin liegt als einziger, heute unbewohnter Siedlungsplatz das Einzelhaus Neuberg vorne auf dem gleichnamigen Sporn neben der Burgruine Neuberg. Das übrige Einzugsgebiet liegt im Stadtgebiet von Vellberg, darin das bewohnte Einzelanwesen Hilpert nahe dem Spornfuß des Neubergs und ein Teil des Mündungsortes Talheim.

### Zuflüsse und Seen
Liste der Zuflüsse und  Seen von der Quelle zur Mündung. Gewässerlänge, Seefläche, Einzugsgebiet und Höhe nach den entsprechenden Layern auf der Onlinekarte der LUBW. Andere Quellen für die Angaben sind vermerkt.
Ursprung des Echtbachs auf etwa 382 m ü. NHN weniger als 0,2 km südlich des Vellberger Einzelhofes Hilpert.
- Hilpertsklingenbach, rechter Oberlauf von Ostnordosten, 1,4 km und ca. 0,6 km². Entsteht auf etwa 472 m ü. NHN in seiner obersten Klinge nahe dem Wanderparkplatz am Steigenkopf der K 2665 Großaltdorf–Steinehaig
- Seebach, linker Oberlauf von Osten, 1,2 km und ca. 0,9 km². Entsteht auf etwa 445 m ü. NHN im Waldgewann Hengstnest unterhalb der Schlinge eines Schotterweges von der K 2665 her, der danach in einen Erdweg übergeht.
  -  Durchfließt auf etwa 404 m ü. NHN einen Stauteich, unter 0,2 ha.
  - (Bach vom Hackenberg), von links und Süden auf etwa 400 m ü. NHN gegenüber dem vorderen Sporn des Neubergs unterhalb des Schuttkegels der Burgruine Neuberg auf der Spornhöhe, 0,6 km und unter 0,1 km². Entspringt auf etwas über 480 m ü. NHN einer Quelle am oberen Hang des Hackenbergs.
- (Bach aus der Brunnenklinge), von rechts und zuletzt Nordwesten auf 374,3 m ü. NHN[LUBW 2] knapp 0,4 km südwestlich von Hilpert, 1,7 km und ca. 0,8 km². Entsteht auf etwa 460 m ü. NHN zwischen den Waldgewannen Schleich im Norden und Rosswart im Süden und umfließt, rechtsseits gegenüber vom langen Sporn des Binselbergs  begleitet, in einem Bogen nach links den Sporn des Rosswarts.
  -  Durchfließt auf etwa 397 m ü. NHN kurz vor dem Waldaustritt einen Teich, etwas über 0,1 ha.
- Passiert gleich nach dem vorigen eine nur zeitweise wasserstauende Gipskeuperdoline auf etwa 377 m ü. NHN rechts am Lauf, unter 0,1 ha.[LUBW 7]
- (Zufluss aus den Heiligenwiesen) , von links und zuletzt Südosten auf etwa 356 m ü. NHN an der Echtbachquerung des von einem Aussiedlerhof nach Talheim führenden Eiswegs, ca. 0,6 km[LUBW 8] und ca. 0,3 km². Entsteht auf etwa 420 m ü. NHN im Wald am oberen Schlegelsberg-Hang und fließt, zunächst unbeständig, anfangs nordöstlich bis nördlich bis nahe dem Eisweg. Ein rechter Oberlaufzweig entspringt in etwa selber Höhe knapp 0,5 km weiter ostnordöstlich neben der Steigenfortsetzung des Eiswegs hinauf auf den Schlegelsberg einer Schichtquelle.

Mündung des Echtbachs von links und Ostnordosten auf 342,5 m ü. NHN am Südwestrand des alten Ortskerns von Vellberg-Talheim in den untersten Aalenbach. Der Echtbach ist mitsamt seinem Oberlauf Hilpertsklingenbach 3,2 km, auf dem Namenslauf ab dessen Zusammenfluss mit dem Seebach 1,8 km lang und hat ein 3,9 km² großes Einzugsgebiet.

## Geologie
Die zwei Oberläufe Hilpertsklingenbach und Seebach sowie der einzige große Zufluss aus der Brunnenklinge entspringen alle im Gipskeuper (Grabfeld-Formation) unmittelbar oder wenig unter der Schilfsandstein-Grenze (Stuttgart-Formation). Erst etwa am Zufluss des letzten wechselt der Echtbach in den Lettenkeuper (Erfurt-Formation), in dem er bis zur Mündung verbleibt. Die das Einzugsgebiet im Bogen einfassenden Berge und die inneren Sporne Neuberg zwischen See- und Hilpertsklingenbach sowie Rosswart zwischen diesem und der Brunnenklinge sind überwiegend Verebnungsflächen im Schilfsandstein; allein der Hackenberg an der südöstlichen Wasserscheide zum Lanzenbach steigt über obere Hänge in den Oberen Bunten Mergeln (Mainhardt-Formation) weiter an bis zu einer schmalen, aber wiederum flachen Hochebene im Kieselsandstein (Hassberge-Formation), während an der nordwestlichen Wasserscheide der in flachem Gefälle südwestlich auf Talheim zulaufende schmale Hochflächen-Sporn des Binselbergs schon bald keine Schilfsandsteinbedeckung mehr hat.
Es gibt zwei Geotope im Gipskeuper, eine Doline rechtsseits des Bachs aus der Brunnenklinge kurz nach dessen Waldaustritt, etwa 8–10 m breit und mit Gehölz bewachsen, sowie eine Dolinenkette links über dem unteren Echtbach noch am bewaldeten und steilen oberen linken Abhang vom Schlegelsberg herab. Einige weitere Dolinen im Einzugsgebiet sind nicht als Geotope ausgewiesen. Am auffälligsten davon ist wohl eine im unteren Mündungswinkel des Bachs aus der Brunnenklinge, die nach starken Niederschlägen von einer recht weiten Wasserlache bedeckt ist.
Im nördlichen Einzugsgebiet wird im Anhydritbergwerk Kreuzhalde bergmännisch Anhydrit und Gips abgebaut. Der Zugangsstollen des Bergwerks liegt an der Kreuzhalde am linken Hang des Aalenbachstales und führt in den Sporn Binselberg. Das teils im Abbau befindliche, teils höffige Gebiet der Konzession liegt, größtenteils innerhalb des Einzugsgebietes, unter dem Binselberg, dem Streich, dem Rosswart und dem Neuberg.

## Natur und Schutzgebiete
Der vorderste onere Schlegelsberg über Talheim: gehört zum Landschaftsschutzgebiet Bühlertal zwischen Vellberg und Geislingen mit Nebentälern und angrenzenden Gebieten. Es gibt ein paar Naturdenkmale im Einzugsgebiet, nämlich die unter → Geologe erwähnte bewachsene Doline am Waldaustritt des Bachs aus der Brunnenklinge, eine Dolinenkette im Wald des Schlegelsberghangs zwischen den beiden Quellarmen des Bachs aus den Heiligenwiesen, ein Magerrasen am Rand der Siedlung von Talheim am Schlegelsberghang sowie die Talheimer Eiche am Abzweig des Eiswegs vom Sträßchen Talheim–Hilpert.

### LUBW
Amtliche Online-Gewässerkarte mit passendem Ausschnitt und den hier benutzten Layern: Lauf und Einzugsgebiet des Echtbachs

Allgemeiner Einstieg ohne Voreinstellungen und Layer: Daten- und Kartendienst der Landesanstalt für Umwelt Baden-Württemberg (LUBW) (Hinweise)
1. 1 2 3  Höhe nach dem Höhenlinienbild auf dem Hintergrundlayer Topographische Karte.
2. 1 2 3  Höhe nach grauer Beschriftung auf dem Hintergrundlayer Topographische Karte.
3. 1 2 3  Länge nach dem Layer Gewässernetz (AWGN).
4. 1 2  Einzugsgebiet nach dem Layer Basiseinzugsgebiet (AWGN).
5. ↑  Seefläche nach dem Layer Stehende Gewässer.
6. ↑  Einzugsgebiet abgemessen auf dem Hintergrundlayer Topographische Karte.
7. ↑  Seefläche abgemessen auf dem Hintergrundlayer Topographische Karte.
8. ↑  Länge abgemessen auf dem Hintergrundlayer Topographische Karte.
9. ↑  Geotope nach dem einschlägigen Layer.
10. ↑  Schutzgebiete nach den einschlägigen Layern, Natur teilweise nach dem Layer Biotop.

### Andere Belege
1. ↑  Wolf-Dieter Sick: Geographische Landesaufnahme: Die naturräumlichen Einheiten auf Blatt 162 Rothenburg o. d. Tauber. Bundesanstalt für Landeskunde, Bad Godesberg 1962. → Online-Karte (PDF; 4,7 MB)
2. ↑  Geologie nach den Layern zu Geologische Karte 1:50.000 auf: Mapserver des Landesamtes für Geologie, Rohstoffe und Bergbau (LGRB) (Hinweise). Ein ähnliches Bild bietet die unter → Literatur aufgeführte geologische Karte nur für den südlichen Teil des Einzugsgebietes.
3. ↑  Anhydritbergwerk Kreuzhalde nach den Layern zu Rohstoffgeologie auf: Mapserver des Landesamtes für Geologie, Rohstoffe und Bergbau (LGRB) (Hinweise).